# البارة (سوريا)
البارة هي قرية أثرية في سوريا تتبع إداريًا لناحية إحسم ومنطقة أريحا، وتقع بين جبال الزاوية في محافظة إدلب شمال غرب سوريا. أطلق عليها الرومان اسم "كابرو بيرا"، وتحتوي على العديد من الآثار التي تعود إلى عصور مختلفة. من بين هذه الآثار، توجد بيوت حجرية ما زال جزء منها قائمًا، مثل منزل يُعرف باسم "دير سوباط". كما تحتوي المنطقة على أقبية قديمة تضم معاصر زيتون ومعاصر للخمور، نُقش عليها اسم باخوس، إله الخمر.
تضم البارة أيضًا ثلاث كنائس أثرية موزعة في أنحاء المدينة، وهي ذات تصميم بازليكي مع ثلاثة أجنحة. أما الأضرحة الضخمة، فتتكون من قاعدة مكعبة الشكل مرصوفة بالحجارة المشذبة، ويعلوها هرم حجري رباعي، ويزين البناء باب مزخرف بزخارف نباتية بارزة. كما يوجد ضريح آخر لم يُحفظ غطاؤه الهرمي ولكنه ما زال يحتفظ بحجارته المتهدمة في الداخل. تعود هذه الأبنية إلى القرنين الخامس والسادس الميلاديين.

## تاريخ

### النشأة والازدهار
تأسست البارة في القرن الرابع على طريق تجاري مهم بين أنطاكية وأفاميا. ازدهرت في القرنين الخامس والسادس بفضل موقعها الجيد وظروفها الممتازة لإنتاج النبيذ وزيت الزيتون، مدعومة بوفرة المياه الجوفية في المنطقة. تسارع التطور الزراعي منذ القرن الخامس، مع حفر الفلاحين للوصول إلى الينابيع الجوفية وظهور شبكة من الآبار والقنوات وحفر الخزانات الخاصة والعامة.

### الثراء والتطور العمراني
يتجلى ثراء الموقع في الأعمال الحجرية المزخرفة ومعاصر الزيتون الصناعية والمقابر الأثرية المزينة. تعد البارة من المواقع الجبلية الوحيدة في "المدن الميتة" التي تحتوي على أكثر من اثني عشر موقدًا. توجد سلسلة من الأديرة المتهدمة قرب الحافة الجنوبية للموقع، مع وجود كنيسة E5 في وسط المجمع، والتي تتميز بزخارف غنية تشبه تلك الموجودة في أفاميا القريبة.

### الفترات الإسلامية والصليبية
في ذروة قوة الإمبراطورية البيزنطية، زادت السيطرة الإمبراطورية على مواقع مثل البارة، التي تمتلك موقعًا استراتيجيًا لمنع الوصول إلى الجبال ومراقبة السهول المتنازع عليها شرقًا. عندما غزا المسلمون المنطقة وتعطلت طرق التجارة وتم التخلي عن مدن أخرى ميتة، ظلت البارة مأهولة، معظم سكانها ظلوا مسيحيين، وأصبحت حتى مقرًا لأسقفية تابعة لأنطاكية تحت إمرة بيتر من ناربون. حفر وسط المدينة بين عامي 2007 و2010، مما كشف عن مسجد كبير تم تحديده بفضل محرابه المحفوظ بالكامل. كما كشفت الحفريات عن مجمع حمامات مر بمراحل استيطان متميزة وهي: بناء الحمامات الحرارية الرومانية المتأخرة، تحويلها إلى حمامات تركية خلال الفترة الإسلامية المبكرة، التخلي عنها خلال القرن الحادي عشر، وتحويلها إلى مساكن خلال فترة المماليك.

### الأحداث اللاحقة والوضع الحالي

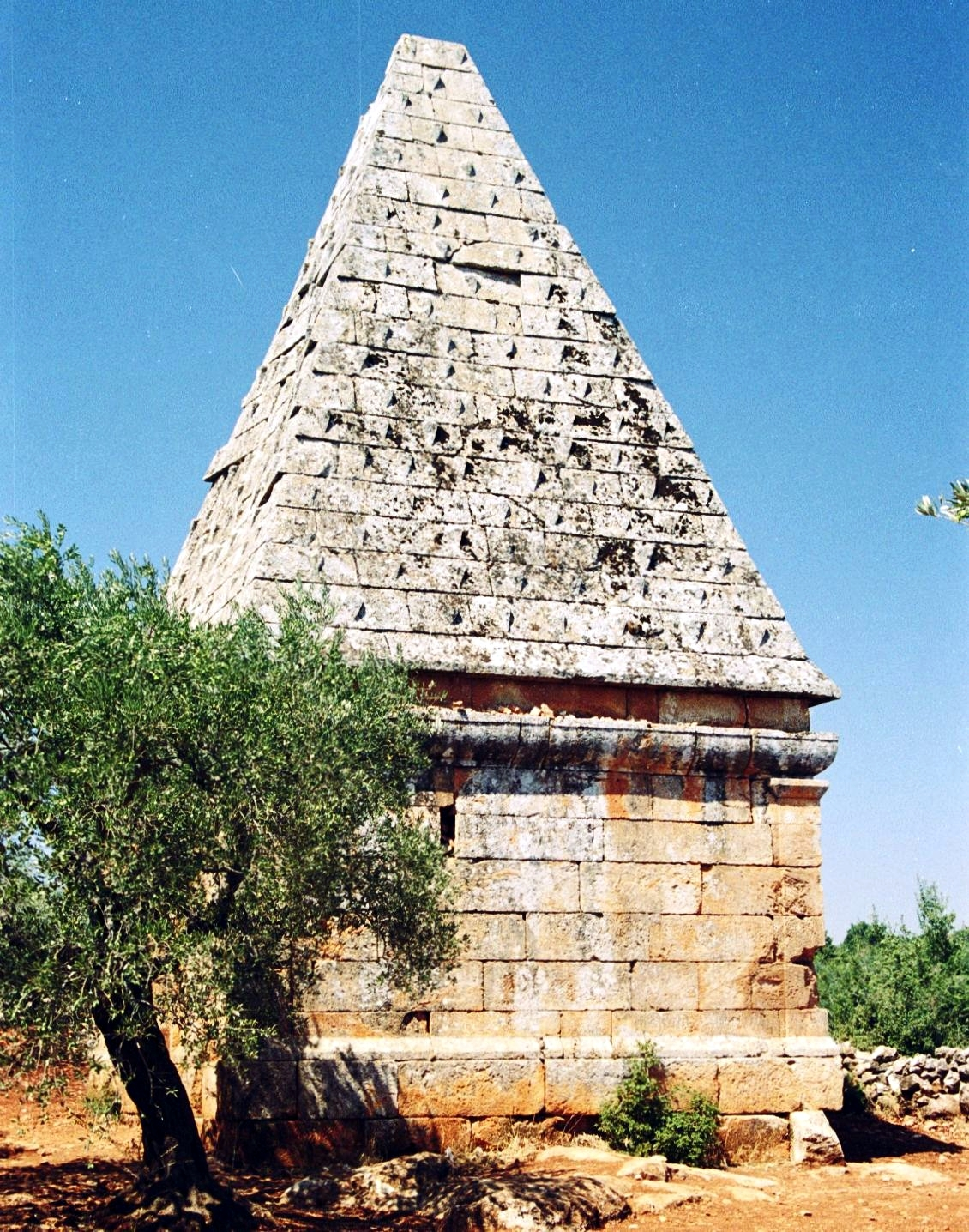
قبر هرمي في بلدة البارة

في عام 1098، استولى الصليبيون على البارة (ومن هناك ارتكبوا لاحقًا مذبحة معرة النعمان الشهيرة). استولى ريدوان على المدينة في عام 1104، ثم استعادها تانكريد بعد عام. ومع ذلك، استعادها المسلمون من 1119 إلى 1122. في عام 1123، استعاد بلق غازي المدينة وأنشأ حصنًا صغيرًا. بحلول عام 1130، استعادها الصليبيون من أنطاكية حتى أخيرًا سيطر عليها نور الدين زنكي في عام 1148. هجرت المدينة في وقت لاحق في القرن الثاني عشر بعد زلزال شديد.
في بداية القرن العشرين، نشأت قرية حديثة بنفس الاسم بالقرب من موقع المدينة القديمة، وقد نمت حتى اليوم لتصل إلى حجم بلدة صغيرة.
تعد أطلال البارة الأكثر اتساعًا بين "المدن الميتة"، وتنتشر بين الحقول وبساتين الزيتون والفواكه. يمكن تمييز بقايا أكثر من خمس كنائس وثلاثة أديرة وعدة فيلات وقبرين هرميين وقبرًا تحت الأرض.
في 27 نوفمبر 2024، استولى قوات المعارضة بقيادة هيئة تحرير الشام على المدينة من الجيش السوري.

## الآثار
تعكس الحضارة العريقة في البارة مكانتها البارزة في العصور القديمة، خاصة من الناحية الدينية، حيث كانت جزءًا من سلسلة من المدن والأماكن المقدسة المنتشرة في جبل الزاوية والمناطق المجاورة من سوريا. وقد تميزت البارة بكونها واحدة من أهم مجمعات الكنائس والمواقع الدينية، مما منحها مكانة مرموقة وعميقة الجذور في التاريخ.
تضم البارة مقبرة هرمية تحتوي على توابيت بيزنطية، مما يبرز الطابع التاريخي الفريد للموقع.
وعلى الرغم من القيمة الأثرية الهائلة للبارة، فإن جهود التنقيب والترميم لا تزال محدودة، حيث لا تتجاوز بضعة أيام في السنة، كما أن تجهيز المنطقة لاستقبال أعداد كبيرة من السياح يسير بوتيرة بطيئة نسبيًا. ومع ذلك، فإن الموقع الأثري، إلى جانب الطبيعة الخلابة التي تحيط به، يضفي عليه جمالًا استثنائيًا، مما يجذب السياح بأعداد كبيرة للاستمتاع بتاريخه العريق ومناظره الساحرة.

## الوضع الراهن
يبلغ عدد سكان البلدة حاليا حوالي 22 ألف نسمة، جلهم مغتربين إما داخليا في حلب ودمشق والزبداني والغاب أو خارجياً في لبنان والخليج العربي و القارة الأوربية بشكل عام وألمانيا بشكل خاص. تشتهر بزراعة الزيتون والعنب والكرز والتين والأهم كانت تعصر محصول القرى المجاورة لها من الزيتون والعنب والدليل على هذا المعاصر الأثرية التي تم اكتشافها بالقرية تعود إلى القرون الخامس والسادس الميلادي .